# 増田冨寿
増田 冨寿（ますだ とみじゅ、1915年3月1日 - 1989年8月5日）は、近代ロシア経済史の研究者。早稲田大学名誉教授。

## 生涯
増田冨寿は、1915年（大正4年）に東京府東京市下谷区（現東京都台東区）に生まれ、早稲田大学文学部史学科に入学した。一年生の時に煙山専太郎の講義、二年生の時には浮田和民の「フランス革命史」の講義を聴き、両者から影響を受けた。「フランス大革命」のロシアへの影響を扱った卒業論文を提出し、主査を煙山、副査を浮田が務めた。さらに研究を進めたいと考えた増田は、政治経済学部に学士入学した。学士入学した増田は、講義よりも図書館で時間を過ごすことが多かったという。この頃に増田は、煙山専太郎の研究室において個人的に指導を受けたと記している。この間にまとめた論文「ロシア農奴解放の一考察」を久保田明光に提出している。この論文がのちに『ロシア農村社会の近代化過程』につながっていくのである。

## 略歴
- 1938年（昭和13年）、早稲田大学文学部史学科西洋史専修卒業。政治経済学部経済学科に学士入学。
- 1941年（昭和16年）、早稲田大学政治経済学部]経済学科卒業。
- 1942年（昭和17年）、応召。
- 1947年（昭和22年）4月、早稲田大学政治経済学部専任講師。
- 1949年（昭和24年）4月、早稲田大学政治経済学部助教授。
- 1953年（昭和28年）4月、早稲田大学第一・第二政治経済学部教授。
- 1960年（昭和35年）、京都大学により経済学博士の学位を取得。
- 1970年（昭和45年）10月から1976年（昭和51年）4月まで、教務担当常任理事。
- 1985年（昭和60年）3月、早稲田大学を定年退職。

## 著作
- 『日本における経済史学の発達』要書房、1949年。
- 『ロシア農村社会の近代化過程』御茶の水書房、1958年。
- 『歴史学講義（上）』御茶の水書房、1963年。
- 『誤訳と誤解』早稲田大学出版部、1985年。

## 翻訳書
- ザイオンチコーフスキー『ロシアにおける農奴制の廃止』早稲田大学出版部、1983年。（鈴木健夫との共訳）

## 注
1. ↑  増田冨寿『ロシア史研究五十年』早稲田大学出版部、1991年、5-6頁。
2. ↑  増田・同書、10頁。
3. ↑  増田・同書、同頁。
4. ↑  増田・同書、11頁。